# 飞机座位图

A380的飞机座位图，顯示共有519个座位

飞机座位图是顯示客机内部乘客座位位置的示意圖。它们通常由航空公司发布，乘客预订機票或登机时可以據此选择座位。航空公司通過飞机座位图告知乘客空闲座位和已售出座位，以便他们挑選剩餘的座位。飞机座位图通常顯示座位位置、座位编号和字母以及飛機的紧急出口、洗手间、厨房和机翼的位置。除了航空公司发布飞机座位图外，许多第三方网站也会发布飛機座位图以及過往乘客对各个座位的评论，從中可以得知哪些座位比較好（如有較大的腿部空间等）或應避免購買的座位（如座位倾斜、空間异常狭窄等）。